# Zutkerque
Zudkerque là một xã trong tỉnh Pas-de-Calais, vùng Hauts-de-France, Pháp.

## Địa lý
Zutkerque có cự ly 11 miles (17 km) về phía tây bắc Saint-Omer, tại giao lộ của tuyến D226 với D191.

## Dân số
| 1962                                                  | 1968 | 1975 | 1982 | 1990 | 1999 | 2006 |
| ----------------------------------------------------- | ---- | ---- | ---- | ---- | ---- | ---- |
| 1291                                                  | 1293 | 1308 | 1553 | 1723 | 1713 | 1736 |
| Số liệu điều tra từ năm 1962: dân số không tính trùng |      |      |      |      |      |      |

## Địa điểm nổi bật
- Nhà thờ St.Martin, thế kỷ 16.
- Phế tích lâu đài La Montoire, thế kỷ 14.